# Aéroport international de Pohnpei
L'aéroport international de Pohnpei (code IATA : PNI • code OACI : PTPN) est un aéroport situé sur Pohnpei, l'île principale de l'État de Pohnpei, aux États fédérés de Micronésie. Il est situé à proximité de la capitale Palikir.

## Situation
| Chuuk Kosrae Pohnpei Ulithi Fais Yap |

## Compagnies et destinations
Comme pour la plupart des aéroports de la région, le service aérien est limité à cause de la population réduite et du faible trafic touristique. Les seules liaisons à partir de cet aéroport sont effectuées par la compagnie United Airlines. Il y a deux types de liaisons : le Island Hopper, reliant Chuuk, Guam et Honolulu (trois fois par semaine), ainsi que le vol reliant Guam, Chuuk et Pohnpei (trois fois par semaine dans chaque direction).
| Compagnies           | Destinations                                                                                               |
| -------------------- | --- |
| Air Niugini          | Chuuk, Port Moresby-Jacksons                                                                               |
| Caroline Islands Air | Charter : Chuuk, Enewetak (en), Kapingamarangi, Kosrae, Mwoakilloa, Nukuoro, Pingelap, Sapwuahfik, Ta, Yap |
| Nauru Airlines       | Chuuk,, Majuro-îles Marshall International, Nauru, Tarawa (Bonriki)                                        |
| United Airlines      | Chuuk, Guam-A.-B.-Won-Pat, Honolulu, Kosrae, Kwajalein-Bucholz (en), Majuro-îles Marshall International    |

Édité le 16/03/2017
En plus du transport de passagers, Asia Pacific Airlines assure le transport de marchandises (ainsi que le courrier venant et partant aux États-Unis) à partir et vers Pohnpei.

## Aménagements
L'extension de l'aéroport international de Pohnpei a commencé en 2009 et s'est poursuivie en 2011. Le Gouvernement japonais a accordé un don de 29 millions de dollars pour financer le projet entier. Celui-ci comprend l'agrandissement de la piste sur 288 mètres et l'amélioration des bâtiments du terminal,.
Le 13 février 2017 est inaugurée la nouvelle salle VIP pour l'accueil des dignitaires. Sa rénovation a coûté 96 208,12 $.

## Accidents
Il y a eu deux accidents majeurs à l'aéroport international de Pohnpei :
- Le 11 mars 2001 : un Boeing 727-223B de la compagnie American Airlines a atterri avant la piste[9]. L'avion a été partiellement endommagé, et aucun des trois membres d'équipage n'a été blessé[10].
- Le 16 mai 2008 : un Cargo 727 a dépassé la piste. L'aéroport a alors dû être fermé pendant 6 jours[11],[12].